# Инженерное обеспечение
Инженерное обеспечение – вид боевого обеспечения, представляющий собой совокупность  инженерных мероприятий и задач, служащих для создания войскам благоприятных условий для своевременного и скрытного их выдвижения, развертывания, проведения ими манёвра и выполнения поставленных боевых задач, повышения их защиты от современных средств поражения, особенно ядерного и высокоточного оружия, а также нанесения противнику потерь и затруднения его действии.

## История развития инженерного обеспечения
Необходимость в инженерном обеспечении возникла ещё в античную эпоху.
С античной эпохи для обороны границ государства, его главных экономических и политических центров строились укрепления и оборонительные сооружения в виде крепостей.
Также кроме создания оборонительных укреплений для передвижения войск требовалось создание различных конструкций для преодоления водных преград в виде мостов и понтонов. Для противодействия продвижению войск противника создавались заграждения различного типа.
Для этой цели в вооружённых силах многих государств были созданы специальные войска занимавшиеся созданием укреплений, заграждений и водных переправ которые стали прообразом такого рода войск как инженерные войска. Таковые впервые были созданы во французской армии в XVII веке по инициативе военного инженера Себастьяна Вобана.
В разных государствах инженерное обеспечение входило в понятие фортификация, а после получило название «военно-инженерное дело».
Определение  «инженерное обеспечение» возникло с появлением общевойскового боя и операции к концу Первой мировой войны и оформился как понятие при дальнейшем развитии военного искусства.
В годы Первой мировой войны в инженерном обеспечении появился такой новый элемент как создание укреплённого района.
Первое применение танков в ходе Первой мировой войны внесла новшества в инженерное обеспечение, заключавшееся в создании противотанковых заграждений.
Инженерное оборудование позиций, полос и районов обороны существенно повышало их устойчивость, активность, способность в противодействии ударами авиации, артиллерии, танков и других средств поражения применяемых противником.
К началу Второй мировой войны были отработаны способы боевого применения инженерных заграждений, особенно минно-взрывных. В ходе Второй мировой войны было впервые осуществлено минирование местности на предполагаемых направлениях наступления танков противника и были отработаны методы форсирования рек с планомерной подготовкой. В боевых действиях инженерные войска воюющих государств обеспечивали перегруппировку войск и содействовали взятию крупных городов и населённых пунктов.
По окончании Второй мировой войны происходило постепенное совершенствование вооружения, военной техники инженерных войск и способов их действий. Инженерное обеспечение находилось в постоянном развитии.
Значительное влияние на развитие инженерного обеспечения оказало появление ядерного оружия. В содержание инженерного обеспечения были включены такие пункты как поиск и уничтожение ядерных мин противника, инженерные мероприятия по ликвидации последствий применения противником оружия массового поражения.
Появление высокоточного оружия потребовало от инженерного обеспечения оказывать меры противодействия разведывательно-ударным комплексам и другим системам высокоточного оружия противника.
Рост глубины воздействия средствами поражения привело к возрастанию значения и инженерно-технических мероприятий гражданской обороны.
Вся теория и практика по развитию инженерного обеспечения основана на достижениях многих отраслей науки и техники, применяемых в фортификации, строительстве дорог и мостов, оборудовании переправ, подрывном деле, устройстве и преодолении заграждений, маскировке, электротехнике, водоснабжении, военной гидротехнике и других дисциплинах, и развивается совместно с общей тактикой и оперативным искусством.

## Содержание инженерного обеспечения в современности
На современном этапе в состав инженерного обеспечения входят:
- инженерная разведка противника, местности и объектов;
- инженерное оборудование местности;
- поиск и уничтожение ядерных мин противника;
- обнаружение и уничтожение разведывательно-сигнальных устройств противника;
- проделывание и содержание проходов в инженерных заграждениях и разрушениях;
- разминирование местности и объектов;
- подготовка и содержание путей продвижения, подвоза и эвакуации войск;
- оборудование и содержание переправ при преодолении водных преград;
- добыча и очистка воды и оборудование пунктов водоснабжения войск;
- инженерные мероприятия по маскировке войск и объектов;
- обеспечение действий вертолётных формирований, приданных частям и соединениям;
- обеспечение преодоления войсками полосы разрушений, затопления и локализация очагов возгорания;
- противодействие системам разведывательно-ударных комплексов и другого высокоточного оружия противника и ликвидация последствий применения им оружия массового поражения, разрушения предприятий атомной энергетики и химической промышленности.

## Организация инженерного обеспечения
Организация инженерного обеспечения и его планирование проводится на основе решения командира (командующего), поставленных задач и распоряжений вышестоящего штаба и старшего инженерного начальника.
Организаторами инженерного обеспечения являются штаб и непосредственно начальник инженерной службы (инженерных войск) соединения (объединения).
Начальник инженерной службы (войск) принимает решение на выполнение поставленных задач по инженерному обеспечению и боевое применение находящихся в его подчинении соединений и частей, разрабатывает план инженерного обеспечения и организует его выполнение.
Организация инженерного обеспечения включает в себя следующие пункты:
- сбор, анализ и оценку данных инженерной обстановки;
- принятие решения па инженерное обеспечение боя, операции (боевых действий) и боевое применение инженерных войск
- постановку задач инженерного обеспечения соединениям, частям родов войск и инженерных войск;
- планирование инженерного обеспечения;
- организацию и поддержание взаимодействия соединений и частей инженерных войск между собой и с соединениями и частями родов войск и специальных войск;
- организацию управления инженерными войсками и силами, привлекаемыми к выполнению задач инженерного  обеспечения;
- организацию инженерно-технического обеспечения.

Инженерное обеспечение выполняется силами всех родов войск, специальных войск и тыла.
Наиболее сложные задачи, для которых необходима специальная подготовка личного состава, и применение инженерных боеприпасов и инженерной техники выполняются инженерными войсками.
Содержание инженерного обеспечения определяется в каждом конкретном случае и зависит от характера действий войск, тактической и оперативной обстановки и вероятных её изменений, применяемых средств поражения, боевых задач войск, особенностей театра военных действий и других факторов.
Инженерное обеспечение в обороне делает упор на повышении эффективности применения всех видов оружия и боевой техники, защиты войск от ядерных ударов, высокоточного оружия, ударов авиации и других средств поражения, а также нанесения противнику потерь и затруднения его действий.
При контрнаступлении либо наступлении инженерное обеспечение создаёт условия для достижения войсками заданных темпов продвижения войск и сохранения необходимой живучесть войск, успешному преодолению либо обходу заграждений и разрушений, районов заражения, затоплепия, пожаров.
В ситуации когда войска совершают марш, инженерное обеспечение предназначено для достижения заданных темпов передвижения и защиты войск, скрытности и организованному вступлению в бой и сражение.
При ведении боевых действий соединениями и объединениями различных видов вооружённых сил главными задачами инженерного обеспечения являются:
- повышение живучести войск (сил);
- создание условий для своевременного их манёвра;
- содействие войскам при восстановлении боеспособности и ликвидации последствий применения противником оружия массового поражения.

В современных условиях наличие мощных и точных средств поражения требует увеличения задач стоящих перед инженерным обеспечением. В связи с этим состав формирований инженерных войск оснащается большим разнообразием и количеством средств для самоокапывания, преодоления заграждений, переправочных средств, маскировочного имущества и другими средствами.
В отличие от принятого в Вооружённых силах Российской Федерации, в вооружённых силах некоторых государств к задачам решаемым инженерным обеспечением также относятся следующие пункты:
- ремонт и восстановление железных дорог;
- прокладка и содержание полевых трубопроводов;
- топографические и геодезические работы;
- снабжение войск топографическими картами;
- содержание внутренних водных путей сообщения;
- и другие задачи.